# Павел Хорват
Павел Хорват (22. април 1975) бивши је чешки фудбалер.

## Каријера
Током каријере играо је за Спарта Праг, Јаблонец, Славија Праг, Викторија Плзењ и многе друге клубове.

## Репрезентација
За репрезентацију Чешке дебитовао је 1999. године. За национални тим одиграо је 19 утакмица.

## Статистика
| Чешка  | Чешка | Чешка |
| Год.   | Ута.  | Гол.  |
| ------ | ----- | ----- |
| 1999   | 6     | 0     |
| 2000   | 8     | 0     |
| 2001   | 2     | 0     |
| 2002   | 3     | 0     |
| Укупно | 19    | 0     |